# 言論自由日

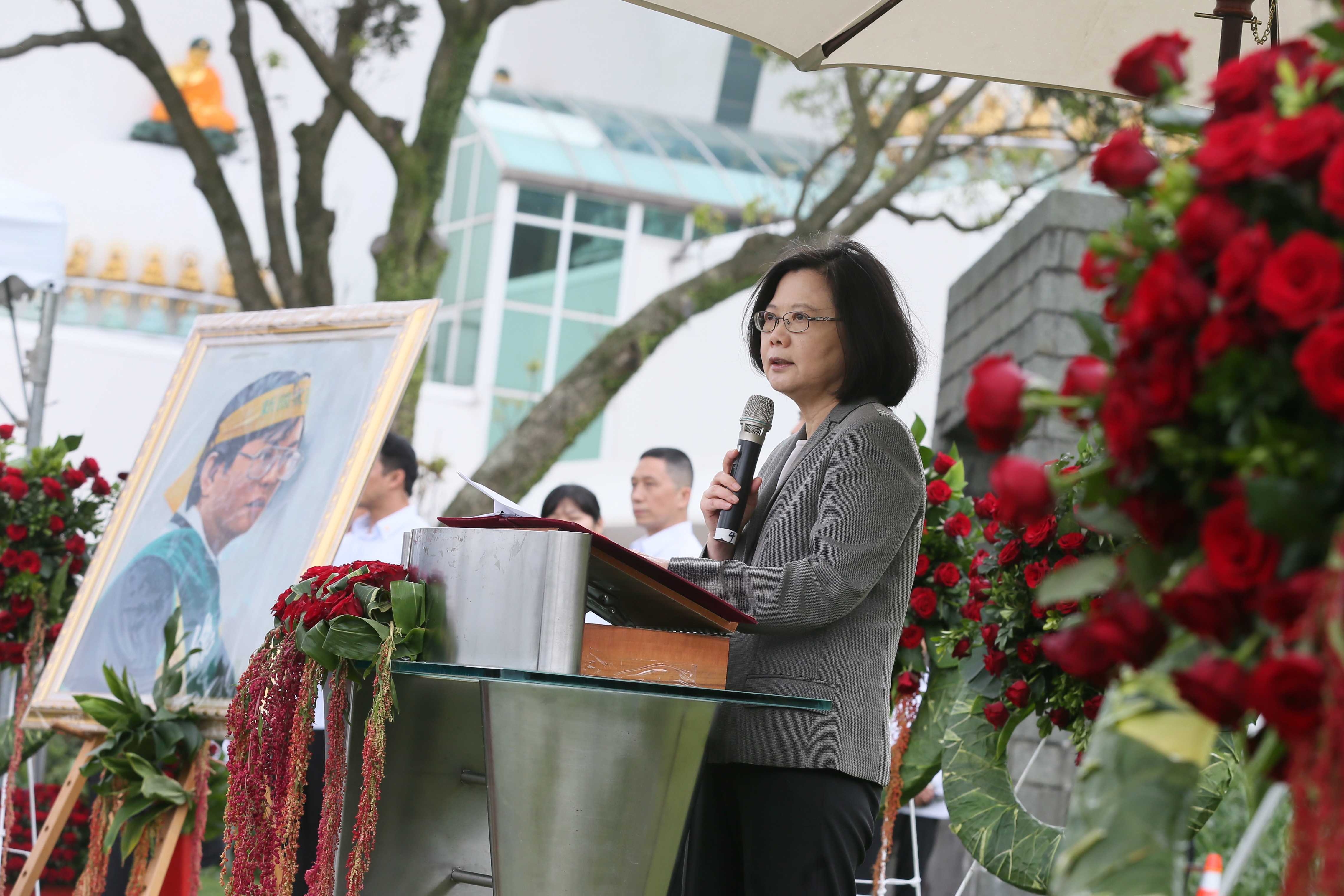
2017年4月7日蔡英文出席「鄭南榕28週年紀念追思會」，為台灣首個言論自由日。

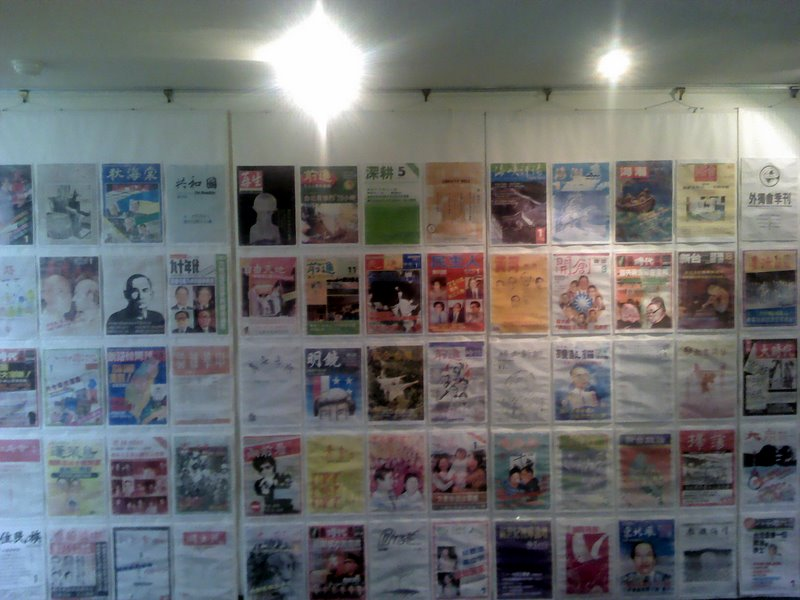
臺灣戒嚴時期各種短命的黨外雜誌

言論自由日是中華民國的國定紀念日。在2016年12月22日由行政院宣布定於4月7日，目的在紀念黨外政論雜誌《自由時代周刊》創辦人鄭南榕為追求言論自由而奉獻犧牲的精神。該紀念日的制定，起源於《自由時代周刊》於1988年12月10日（國際人權日）刊登「臺灣共和國新憲法草案」，宣揚臺灣獨立運動；身為該雜誌創辦人兼總編輯的鄭南榕，因此被政府認定意圖分裂國土，而在1989年1月21日接到法院的叛亂罪到案傳票。他為了「爭取百分之百的言論自由」（亦為該雜誌的重要口號）的理念，於1989年4月7日在雜誌社內拒捕自焚身亡。

## 歷史背景

### 二二八事件與臺灣人權

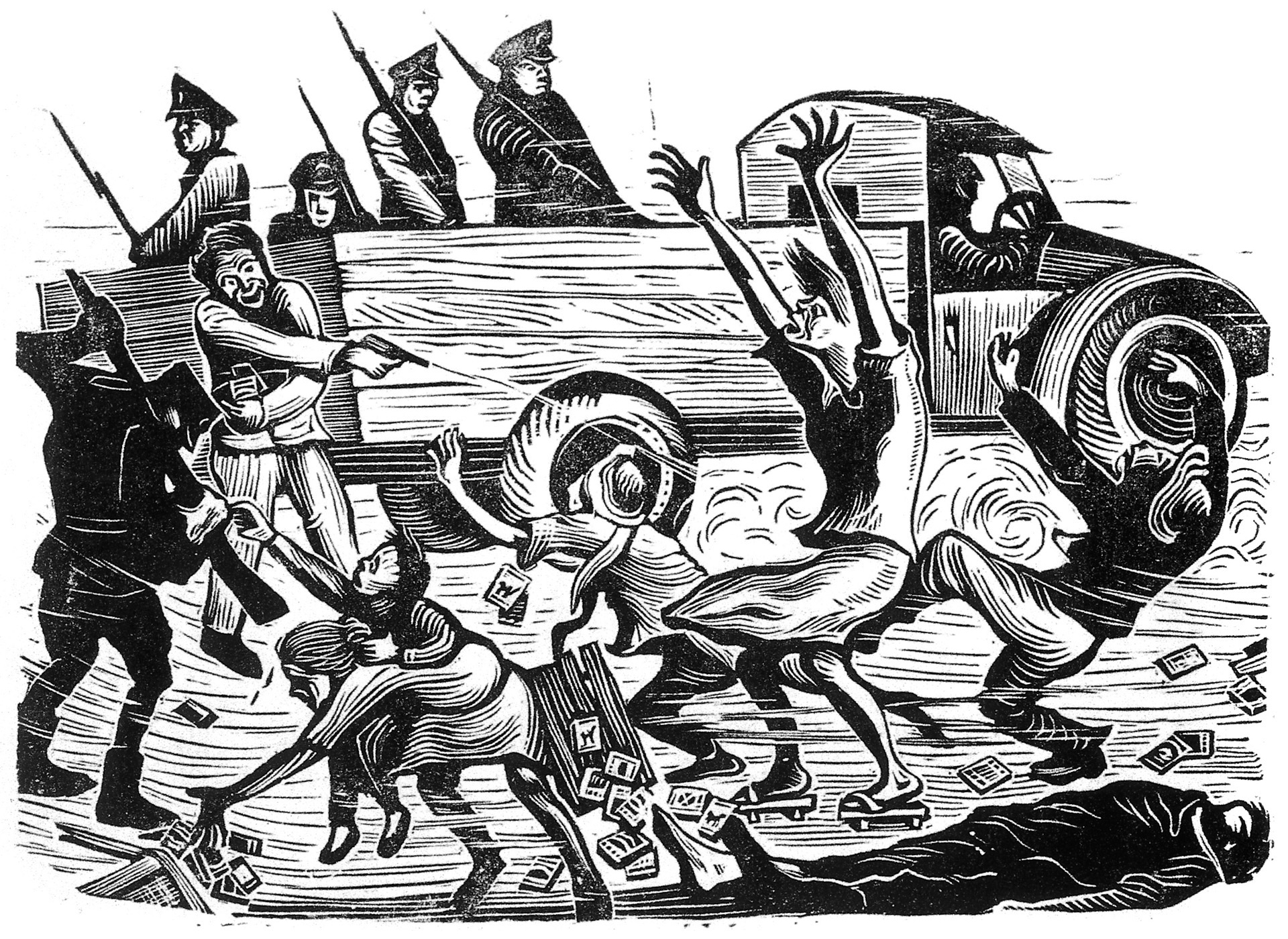
黃榮燦於1947年目擊二二八事件後製作的木刻版畫《恐怖的檢查》

二二八事件處理委員會於1947年3月7日向臺灣省行政長官公署所提解決問題之《三十二條處理大綱》中政治方面根本處理的要求之一即為「言論、出版、罷工絕對自由，廢止新聞紙發行申請登記制度。」
鄭南榕在其第一次求職的履歷表上寫著：「我出生在二二八事件那一年，那事件帶給我終生的困擾。因為我是個混血兒，父親是在日治時代來台的福州人，母親是基隆人，二二八事件後，我們是在鄰居的保護下，才在台灣人對外省人的報復浪潮裡，免於受害。」他因而認為：「台灣要走上民主政治的話，一定要先破除國民黨的統治神話；台灣只有獨立，才可能真正民主化，才可能真正回歸人民主權。二二八事件之所以發生，是因為中國與台灣兩地經濟、文化、法治、生活水平相差太遠，強行合併，悲劇自然發生。現在，這種情況再度發生於海峽兩岸，只有台灣獨立，才可以避免另一次二二八事件。」
1984年初，鄭南榕為了辦雜誌，到處收集大學畢業證書，並向新聞局登記為發行人，共登記了十八張執照，以對抗當時警備總部的查禁、沒收和新聞局的停刊處分，作停刊時的備胎之用，並逐步建立印刷、裝運和行銷網路，以不計血本的擔當按期出刊。3月12日，爭取百分之百言論自由的《自由時代》系列週刊出刊。1986年，鄭南榕推動519綠色行動要求解除戒嚴後即因所刊文章而被控違反《選舉罷免法》「意圖使人不當選」而遭判刑一年半，6月2日入獄。他在獄中寫下「媒體是先天就得追求民主的事業，沒有傳播及言論、出版之自由，就無活力充沛的媒體。」手無寸鐵的知識份子鄭南榕發揮驚人的意志力，以雜誌跟勢力龐大的獨裁政權戰鬥，支撐他的中心思想就是堅持言論自由。在鄭南榕的思想裡，言論自由是最重要的人權，是百分之百，沒有絲毫折扣的自由。他認為，「言論自由不是你給我說話的自由，而是我想說什麼就說什麼的自由。」這就是他對言論自由的詮釋，也是他主張言論自由的「尺度」。
1987年初，二二八事件四十周年，仍為蔣經國執政的戒嚴時期，甫於1月24日出獄的鄭南榕與陳永興醫師等國內外團體與人士不顧禁忌，於2月4日成立「二二八和平日促進會」，發起「二二八真相平反運動」，14日在二二八事件爆發點附近的臺北市日新國小舉辦第一場演講會，15日在臺南市舉辦第一場遊行抵達民生綠園（今湯德章紀念公園），提出政府公布真相、平反冤屈、撫慰死難家屬、興建紀念碑和紀念館等訴求。他的演講開場白是「今天我們來說，我們台灣國四十年前所發生的悲慘的事情…」促進會在全臺各地舉辦遊行和集會演講，處處受到警方干預。在嘉義市面對一千五百名鎮暴部隊阻擾、在彰化縣被鎮暴部隊包圍阻擋兩個小時。2月28日，促進會在臺北市舉辦臺灣40年來第一次公開祭拜二二八事件死難者的儀式。民主進步黨中央黨部在二二八事件爆發點附近延平北路上的永樂國小主辦「二二八和平日演講會」，三萬餘民眾參與；會後遊行到淡水河二號水門舉行祭拜二二八冤死英魂之儀式。臺灣教會公報出刊追思二二八事件，尚未裝訂好即於3月11日遭警總自印刷廠「借閱」運走，4月才在壓力下「重印」與「歸還」。

### 刑法一百條與言論自由
《自由時代》系列週刊直到鄭南榕於1989年4月自焚後半年才結束，總共經歷了五年八個月，總共出版302期。由於內容不顧國民黨政府的言論箝制，揭發許多政治黑幕，也因此創下被查禁和停刊次數最多的記錄。
1991年，獨立台灣會案促使一〇〇行動聯盟推動廢除刑法一百條。
1992年，立法院修訂該條後，思想、學術與言論之自由獲得具體保障（包括主張台灣獨立的言論自由）。
1994年，司法院大法官會議首度在《釋字第364號解釋》中提及言論自由：「...言論自由為民主憲政之基礎。...」
1998年，《釋字第445號解釋》表明「...集會自由主要係人民以行動表現言論自由；至於講學、著作、出版自由係以言論或文字表達其意見，對於一般不易接近或使用媒體言論管道之人，集會自由係保障其公開表達意見之重要途徑。...」
2003年《釋字第567號解釋》：「思想自由保障人民內在精神活動，是人類文明之根源與言論自由之基礎，亦為憲法所欲保障最基本之人性尊嚴，對自由民主憲政秩序之存續，具特殊重要意義，不容國家機關以包括緊急事態之因應在內之任何理由侵犯之，亦不容國家機關以任何方式予以侵害。」
2008年《釋字第644號解釋》：「言論自由有實現自我、溝通意見、追求真理、滿足人民知的權利，形成公意，促進各種合理的政治及社會活動之功能，乃維持民主多元社會正常發展不可或缺之機制。」此項解釋使包括主張分裂國土的思想、學術與言論之自由及人民團體組織與活動（結社組黨等）主張分裂國土的自由獲得更具體保障。

## 政黨促進
2007年4月7日，民主進步黨黨主席游錫堃參加在臺北縣金山鄉金寶山墓園舉行的鄭南榕殉道十八週年追思會時表示，要建請行政院把四月七日鄭南榕的自焚日訂為臺灣言論自由日，肯定他對臺灣自由民主的貢獻。
2009年4月6日，民進黨主席蔡英文參加在臺北市228和平紀念公園舉辦的「鄭南榕殉道20週年晚會」時表示：「今天我們需要更多的鄭南榕，挑起責任，點燃下一個世代的言論自由」，她並請黨團在7日提案，將4月7日訂為國定的言論自由日，讓大家永遠記住鄭南榕為台灣所做的一切。

## 國會推動

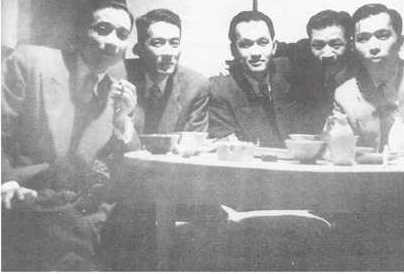
以文下獄的國立臺灣大學教授彭明敏（中）

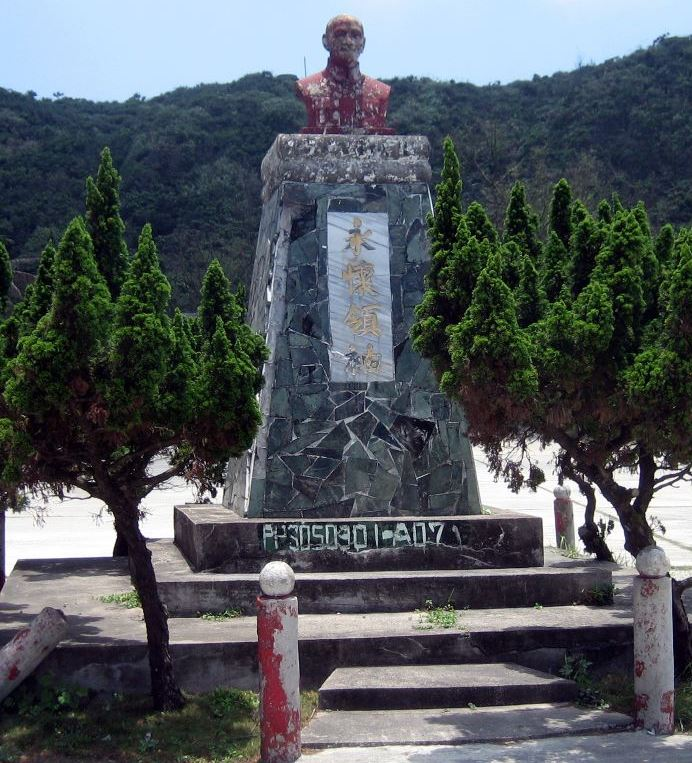
原綠島監獄內被噴上紅漆塗汙的蔣中正銅像

2009年4月7日，第七屆立法院民主進步黨黨團舉行記者會，表示為紀念鄭南榕，將提案訂4月7日為言論自由日。
2012年4月5日，第八屆立法院民進黨黨團在鄭南榕紀念會館召開「寧鳴而死，不默而生－立法推動言論自由日」記者會，表明鄭南榕衝撞當時政府箝制言論自由的專制作為，間接促成台灣人民爭取廢除刑法一百條，為台灣爭取民主自由過程中具有重大歷史意義的日子。言論自由是民主政治的基石，透過立法來訂定「言論自由紀念日」，除了可提高其穩定性及法律效力外，亦有助於深化台灣的民主，要求政府應該讓4月7日鄭南榕自焚之日提醒全國人民珍惜並維護得來不易的自由與民主。李應元、姚文智、許智傑、李俊俋、鄭麗君、李昆澤等立委乃提出《紀念日及節日實施條例》修訂草案，已獲趙天麟等40位委員連署，並正式向立法院提案。。
4月6日，台灣團結聯盟立法委員林世嘉在立法院國是論壇上呼應這項提案，她說「我是林世嘉，我主張台灣獨立。我主張4月7日應該是言論自由日。」她在談到鄭南榕「...1986年發起五一九綠色運動，抗議國民黨政府在台灣實施戒嚴長達36年，他在1987年1月和李勝雄律師、陳永興醫師共同創辦228和平日促進會，那時候我才高三，也是我第一次知道有228這件事，1987年4月鄭南榕先生在金華國中演講，他大聲主張：我是台灣人，我主張台灣獨立，然後他開始收到涉嫌叛亂的搜索票，隔年...4月7日在他自囚71天之後，他自焚了。我今天能夠站在這裡擔任國會議員，是因為有鄭南榕先生這樣的犧牲，不然臺灣哪來解嚴？臺灣哪來言論自由？由於鄭南榕先生的自焚，後來換到了臺灣的民主進步，還有高達30位西藏僧侶自焚，中國無視於他們的訴求，所以他們不能大聲講：『我是西藏人，我主張西藏獨立！』」時忍不住淚灑議場。
2016年10月5日民主進步黨立法委員趙天麟於內政委員會提案，建議內政部在年底前修正「紀念日及節日實施辦法」，將4月7日訂為只紀念不放假的「言論自由日」，紀念當年為爭取言論自由而自焚的鄭南榕先生。立法委員趙天麟並於同年10月11日在立法院總質詢提問林全院長，林全答覆，內政部已在修改「紀念日及節日實施辦法」，可望在年底前完成，將4月7日訂為言論自由日。

## 市縣進展

質疑馬英九是外國人及其對臺灣忠誠度的戶外廣告

2012年4月18日，臺南市市長賴清德宣佈四月七日為「言論自由日」，以紀念民主鬥士鄭南榕自焚殉難之精神。他表示這個令人心痛、震撼的事件成為後續民主運動的一股重要力量，並為1991年的「廢除刑法一百條」運動及隔年的修法，撒下了種子。
鄭南榕基金會則期許四月七日不只是「臺南市言論自由日」，而是全臺灣的「言論自由日」。在臺北市政府於8月在民權東路三段一○六巷掛牌設立自由巷（巷內有《自由時代》周刊辦公室原址）後，該會繼續爭取將紀念館指定為「國家文化資產」，保留國家民主化與社會自由化的共同象徵。
2013年4月1日，臺南市長賴清德在國立台灣文學館前廣場主持第一屆臺南市言論自由日為期一個月的「叛逆。自由！」戶外影像特展揭幕式，讓民眾更了解台灣民主人權的發展歷程。他說鄭南榕和臺南的淵源頗深，除了曾在成大就讀過，1987年在台南出發的全台第一場二二八事件平反活動，就是鄭南榕發起的。賴清德強調，民主自由及人權絕非天上掉下來...臺南民主前輩在爭取臺灣民主、自由的道路上，非但未曾缺席，而且總是站在最前鋒，為創造自由空間奉獻、犧牲。希望藉由訂定言論自由日，將民主與自由的價值深植於教育和生活，世代傳承下去，牢牢的生根在這塊土地上、在人民的心中。他也呼應反媒體壟斷運動，提醒言論自由與媒體壟斷間的關係。民進黨籍的雲林縣長蘇治芬、宜蘭縣長林聰賢、嘉義縣長張花冠、高雄市副市長李永得、屏東縣副縣長鍾佳濱等都表示響應跟進，宣布自今年起的4月7日為各該縣市的言論自由日。蘇治芬表示，正因為當年鄭南榕的「叛逆」換來今日臺灣的「自由」。六縣市共同期待：希望不久的將來，不分藍綠政黨執政，全臺灣各縣市都能實施言論自由日，並由中央政府制訂為國定言論自由日。鄭南榕遺孀前行政院副院長葉菊蘭在聽見國小學童朗誦的「小小人權宣言」後表示彷彿見到臺灣天空灑滿民主、自由、人權的種子。
2013年4月2日，宜蘭縣宣佈4月7日為該縣言論自由日。
2013年4月2日，高雄市市長陳菊宣佈4月7日為該市言論自由日。
2015年4月7日，台中市市長林佳龍宣佈4月7日為該市言論自由日。

2015年4月7日，屏東縣縣長潘孟安宣佈4月7日為該縣言論自由日。
2016年12月，林全內閣核定4月7日為國定言論自由日。

### 言論自由日示意圖
| 臺灣地圖                                   | 宣布日期                           | 名稱   | 下轄區域    | 政府所在      | 面積（km²） | 人口      | 時任首長 |
| 台中市台南市高雄市雲林縣嘉義縣屏東縣宜蘭縣 |                                    |        |             |               |             |           |          |
| ------------------------------------------ | ---------------------------------- | ------ | ----------- | ------------- | ----------- | --------- | -------- |
| 台中市台南市高雄市雲林縣嘉義縣屏東縣宜蘭縣 | 2015年12月10日                     | 臺北市 | 12區        | 信義區        | 271.7997    | 2,702,809 | 柯文哲   |
| 台中市台南市高雄市雲林縣嘉義縣屏東縣宜蘭縣 | 2015年3月30日                      | 臺中市 | 29區        | 西屯區        | 2214.8968   | 2,723,479 | 林佳龍   |
| 台中市台南市高雄市雲林縣嘉義縣屏東縣宜蘭縣 | 2012年4月18日                      | 臺南市 | 37區        | 安平區 新營區 | 2191.6531   | 1,884,863 | 賴清德   |
| 台中市台南市高雄市雲林縣嘉義縣屏東縣宜蘭縣 | 2013年4月3日                       | 高雄市 | 38區        | 苓雅區 鳳山區 | 2946.2671   | 2,779,527 | 陳菊     |
| 台中市台南市高雄市雲林縣嘉義縣屏東縣宜蘭縣 | 2013年4月14日                      | 雲林縣 | 1市5鎮 14鄉 | 斗六市        | 1290.8326   | 704,241   | 李進勇   |
| 台中市台南市高雄市雲林縣嘉義縣屏東縣宜蘭縣 | 2013年4月15日                      | 嘉義縣 | 2市2鎮 14鄉 | 太保市        | 1903.6367   | 523,835   | 張花冠   |
| 台中市台南市高雄市雲林縣嘉義縣屏東縣宜蘭縣 | 2015年4月7日                       | 屏東縣 | 1市3鎮 29鄉 | 屏東市        | 2775.6003   | 846,650   | 潘孟安   |
| 台中市台南市高雄市雲林縣嘉義縣屏東縣宜蘭縣 | 2013年4月2日                       | 宜蘭縣 | 1市3鎮 8鄉  | 宜蘭市        | 2143.6251   | 458,490   | 林聰賢   |
| 台中市台南市高雄市雲林縣嘉義縣屏東縣宜蘭縣 | = 直轄市 = （省轄）市 = （省轄）縣 |        |             |               |             |           |          |

## 紀念活動
臺南市政府也舉辦自由人權的教育講座，彙整研究臺南在臺灣爭取自由民主人權發展過程中的史料，建構屬於臺南的自由人權地圖，作為未來進一步發展人權教案、深化人權教育的基礎資料。
高雄市政府在高捷美麗島站設立的「人權學堂」則發起投遞『台灣言論自由日』明信片活動，供搭乘捷運的民眾及網友簽署支持，並於世界人權日集結響應連署的明信片轉寄聯合國及美國自由之家。

## 其他國家實踐

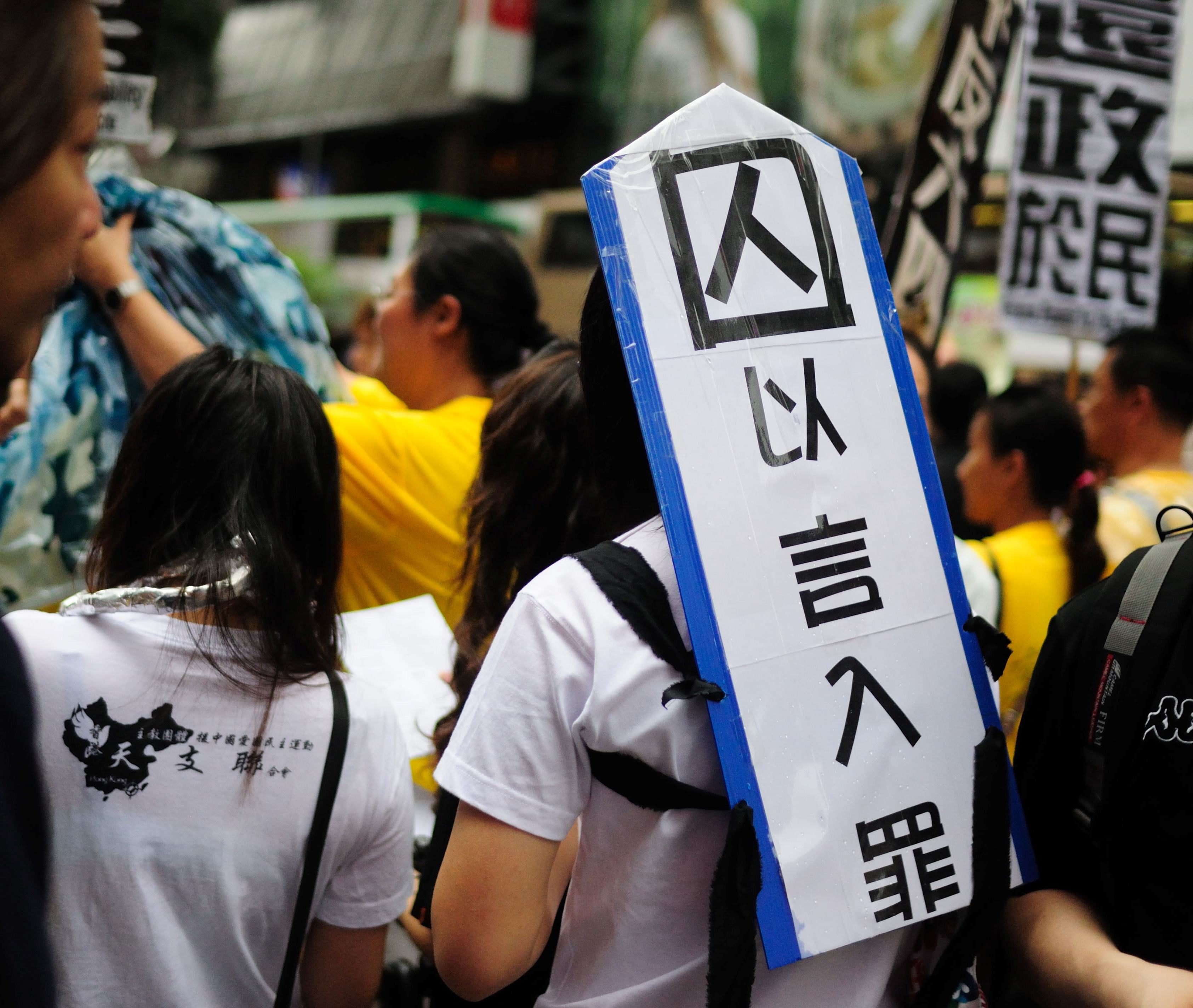
抗議以言入罪的香港人

在1787年的美利堅合眾國制憲會議批准美國憲法後，各方未能達成共識的人權條款仍持續引發討論。1789年3月，時任美國駐法國大使的湯瑪斯·傑佛遜寫信給憲法主要起草人與眾議員詹姆斯·麥迪遜表示：「如果我們不能保障我們所有的權利，那就讓我們保障我們所能保障的。」6月，麥迪遜向第一屆美國國會提出憲法修正草案。9月25日，美國參、眾兩院在各自版本的基礎上通過了共同決議案12條。其中前10條獲得聯邦多數州批准，於1791年12月15日成為美國憲法修正案，這10條也被稱為美國權利法案。後人視麥迪遜為「美國憲法之父」。1941年，美國總統富蘭克林·羅斯福宣布12月15日為「權利法案日」，以紀念權利法案生效150周年。由於第一修正案明訂禁止制定任何法律以「確立國教」、阻礙信仰自由、剝奪言論自由、侵犯出版自由和集會自由、干涉或禁止人民向政府和平請願的自由，亦有人稱9月25日為「言論自由日」。
為了紀念加州大學柏克萊分校於1964年10月在帶頭發起的「言論自由運動」（Free Speech Movement），以爭取在校園從事政治活動的權利，加州州議會於1985年制訂通過10月1日為加州的言論自由日。

## 外部連結
- 鄭南榕基金會* （页面存档备份，存于）
- 叛逆。自由！100% Freedom （页面存档备份，存于）, 鄭南榕－Facebook粉絲專頁
- 《剩下就是你們的事了：行動思想家鄭南榕》（2013年4月2日）, ISBN：9789574454884 (博客來)（金石堂）